# Храм Різдва Святого Івана Хрестителя (Сміла)
Храм Різдва Святого Івана Хрестителя — діючий мурований храм у місті Сміла. Парафія належить до Черкаської єпархії Православної церкви України.

## Розташування
Знаходиться недалеко від місця, де колись був великий собор, який в 1928 році був закритий, а згодом знищений радянською владою. Ззовні церкву прикрашають три ікони: Святому Миколаю, Пресвятій Богородиці та Іоанну Хрестителю, які викладені мозаїкою. В'їжджаючи в Смілу з Черкас вірян зустрічає лик пресвятої Богородиці, з вулиці Кондратюка – Миколи Чудотворця, а з центрального входу – Іоана Хрестителя.

## Архітектура
Церква хрестово-купольної форми з трьома навами та п'ятьма куполами. Збудована у стилі українського бароко. Висота разом з хрестом — 28 метрів.

## Будівницто та освячення

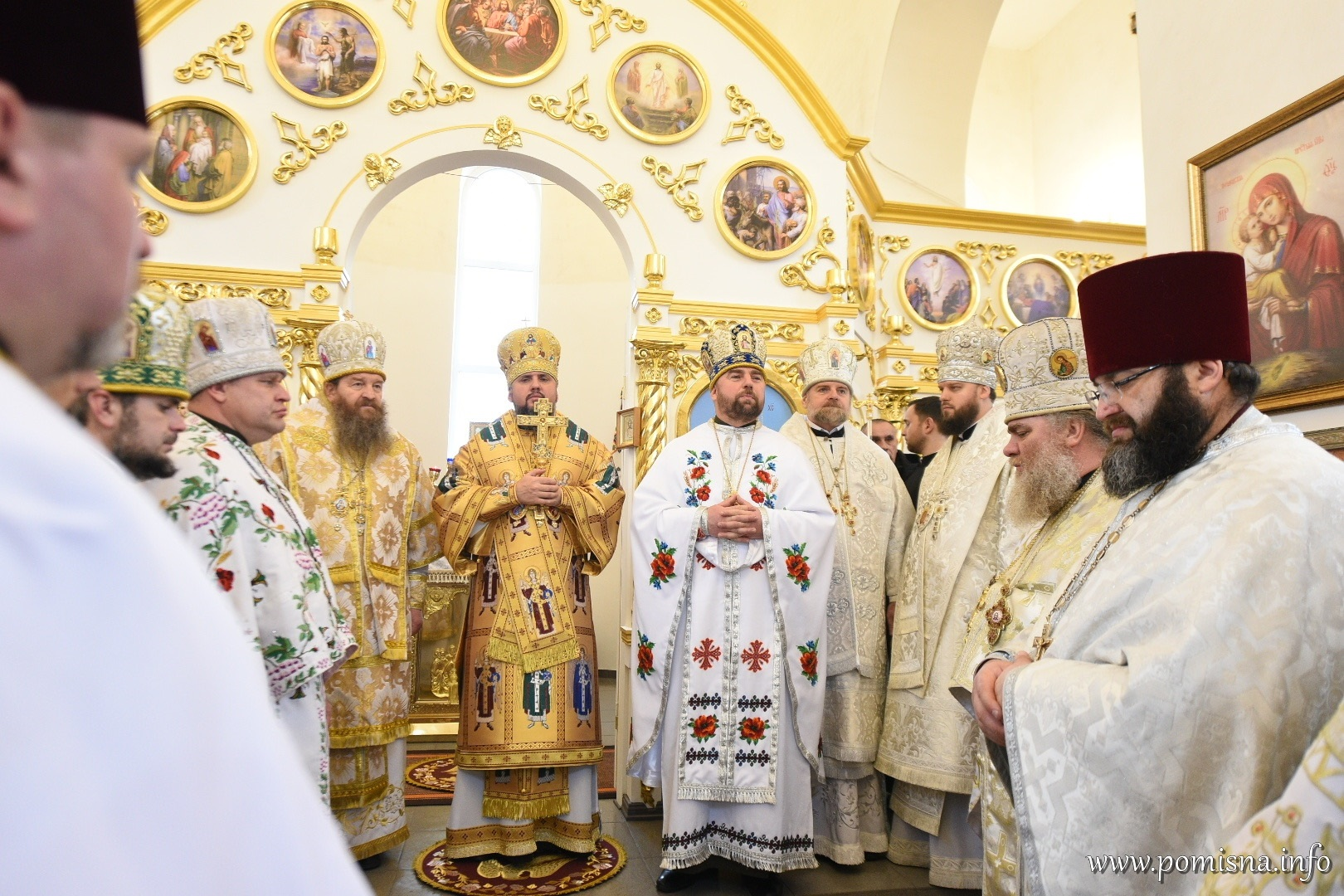
Предстоятель Православної Церкви України очолив першу літургію

Настоятель церкви протоієрей Михайло Шевчук та громада, поки тривало будівництво і аж до відкриття церкви, молилися в маленькій капличці яку споруджували власними силами. 18 лютого було закінчено спорудження іконостасу церкви, який виготовили майстри з Коломийського району, Володимир Стефанюк з села Слобода та Іван Стефанишин з села Рунгури.
Також на території розмістилась криниця з куполоподібним накриттям увінчана хрестом, охайна альтанка та дзвони, які були привезені настоятелем з міста Володимир.
На подвір'ї церкви встановлений пам'ятний хрест, біля якого звершують поминальні богослужіння, жертвам репресивної політики радянської влади щодо пастирів Церкви Хрестової.
22 грудня 2019 року Блаженнійший Митрополит Київський і всієї України Епіфаній, звершив освячення престолу й храму Різдва Іоана Хрестителя та очолив в ньому першу Божественну літургію. Цього ж дня, в престол заклали мощі священномученика Володимира Митрополита Київського.
Предстоятелю Православної Церкви України співслужили Митрополит Черкаський і Чигиринський Іоан, Архиєпископ Харківський і Ізюмський Афанасій, Архиєпископ Вишгородський Агапіт, Єпископ Донецький і Слов‘янський Сава, настоятель храму митрофорний протоієрей Михайло Шевчук та численне духовенство.

Наприкінці відправи Митрополит Епіфаній виголосив першосвятительську проповідь, в якій розповів про важливість церкви у житті християнина.
«Ми молимося вдома і вранці, і ввечері, але храм є особливим освяченим місцем. Саме у храмі людина через Хрещення народжується у нове
життя. Тут через Таїнства укріпляються її духовні і тілесні сили, тут і завершується наш земний шлях», – зокрема сказав Його Блаженство.

## Громада
Парафіяни та настоятель храму Різдва Святого Івана Хрестителя ПЦУ капелан Михайло Шевчук, збирають необхідні речі та разом з волонтерами підтримують воїнів що захищають нашу державу в зоні проведення ООС.

## Світлини

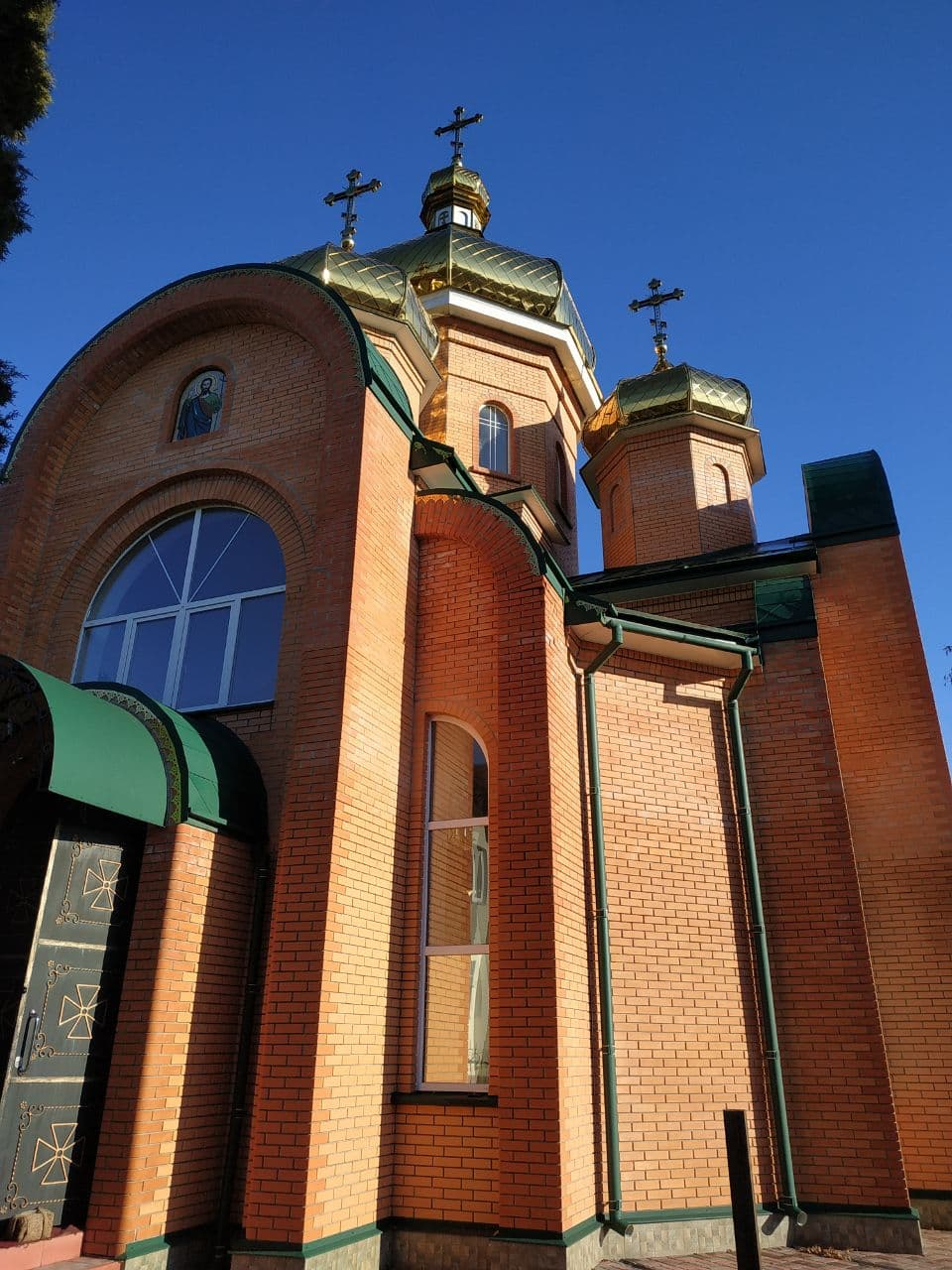
Ікона Іоана Предтечі над головним входом
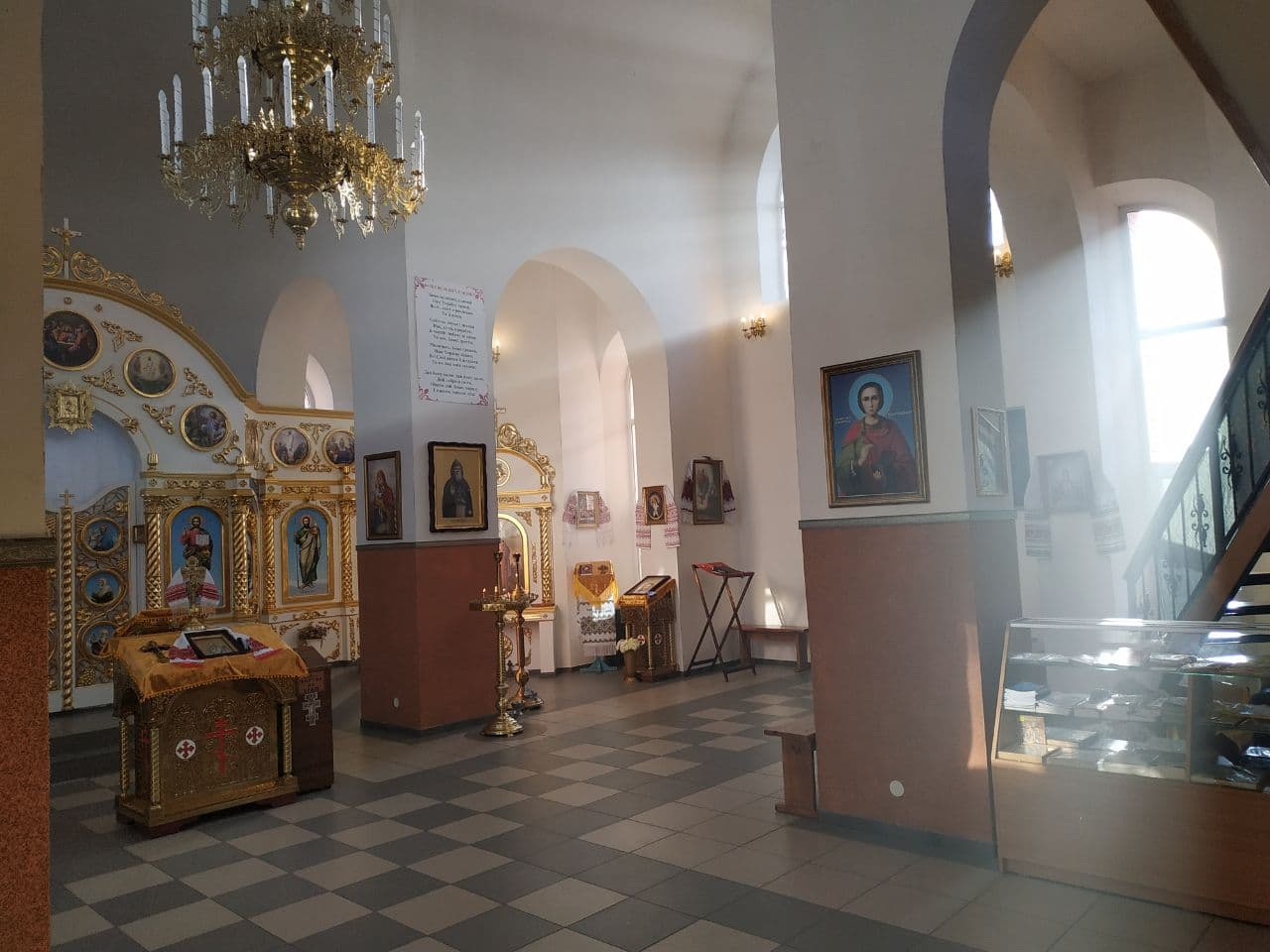
Внутрішнє оздоблення
- Освячення престолу (трапезу кріплять до стовпців)
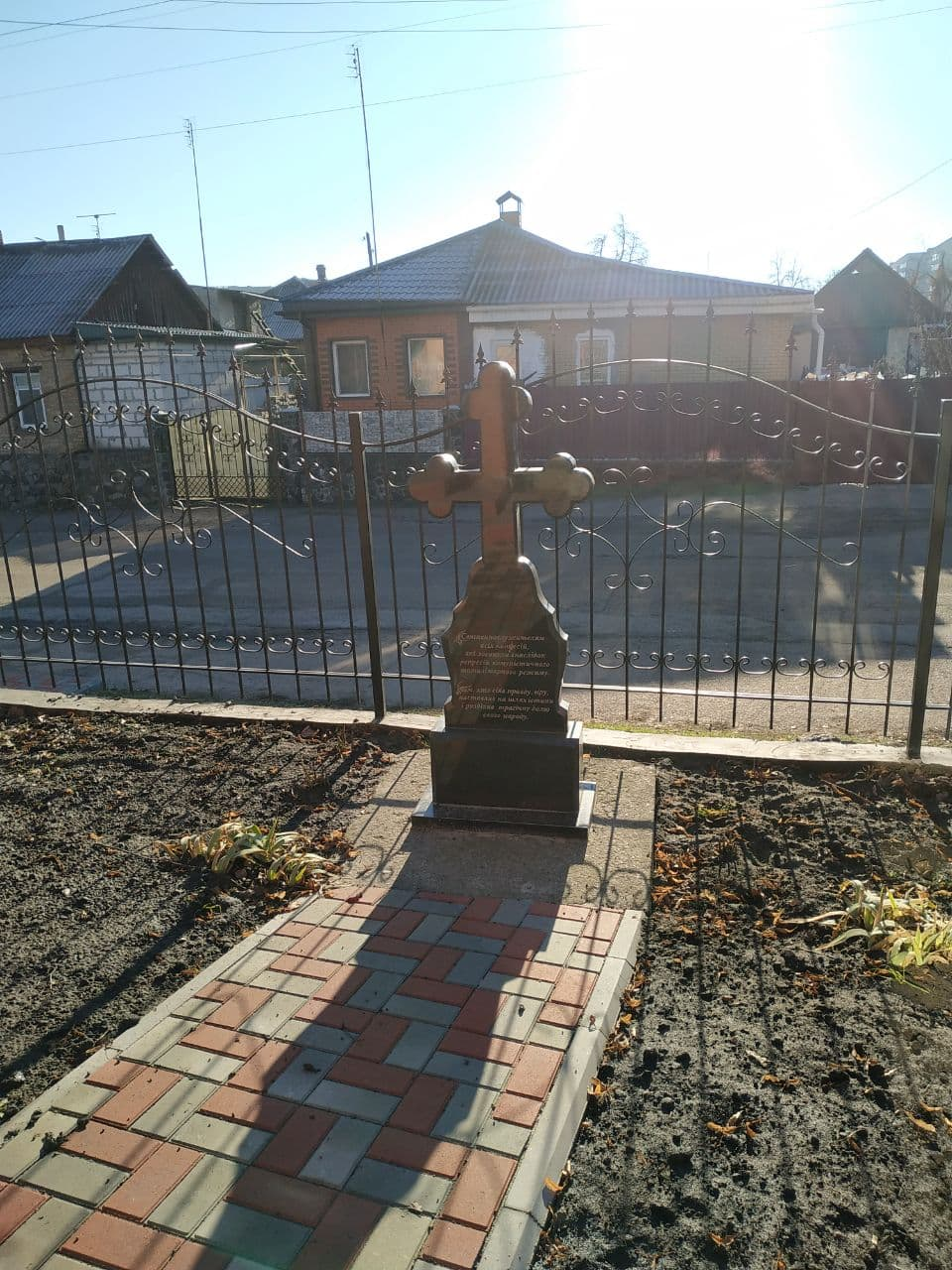
Пам'ятний хрест
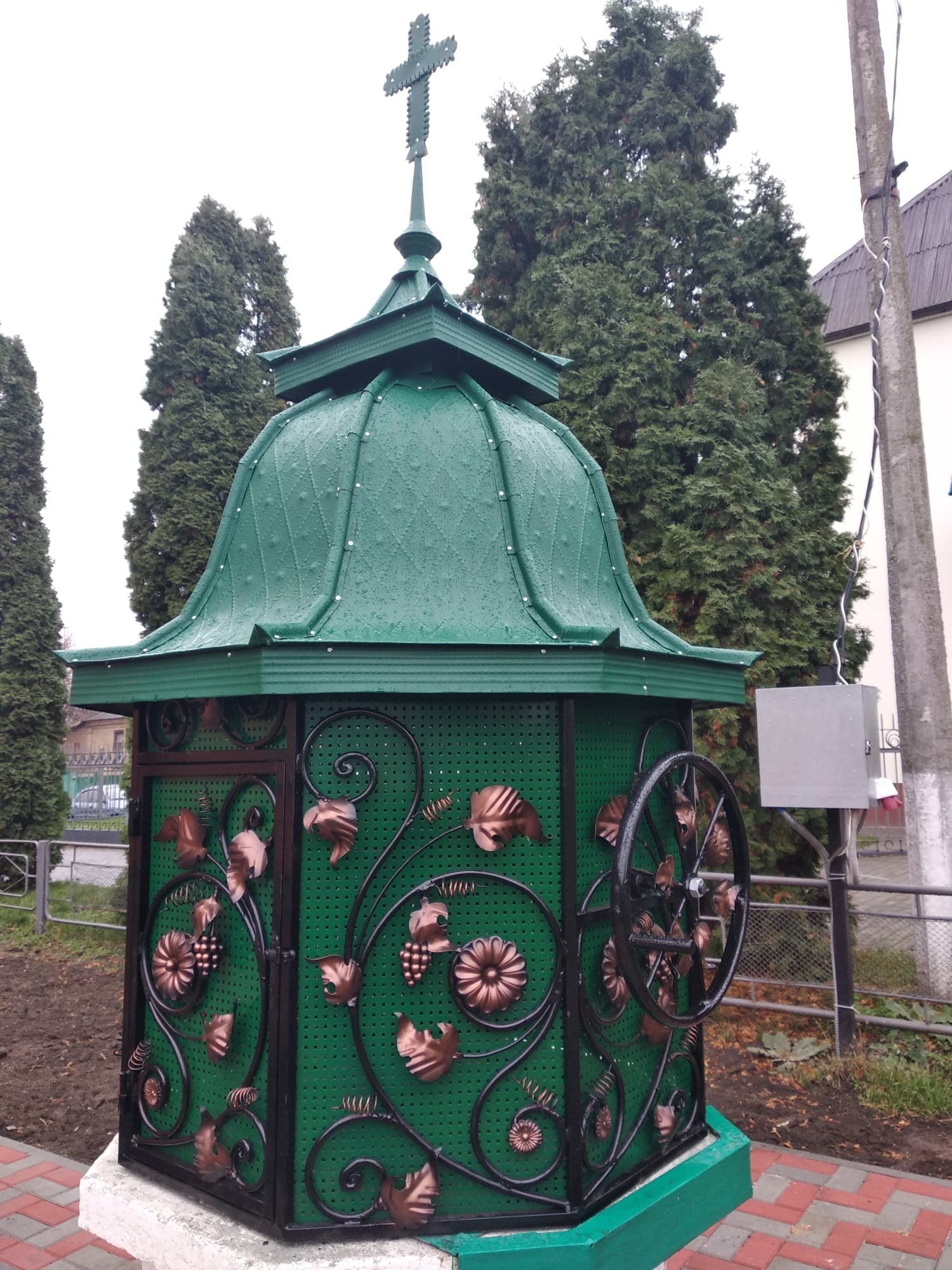
Криниця
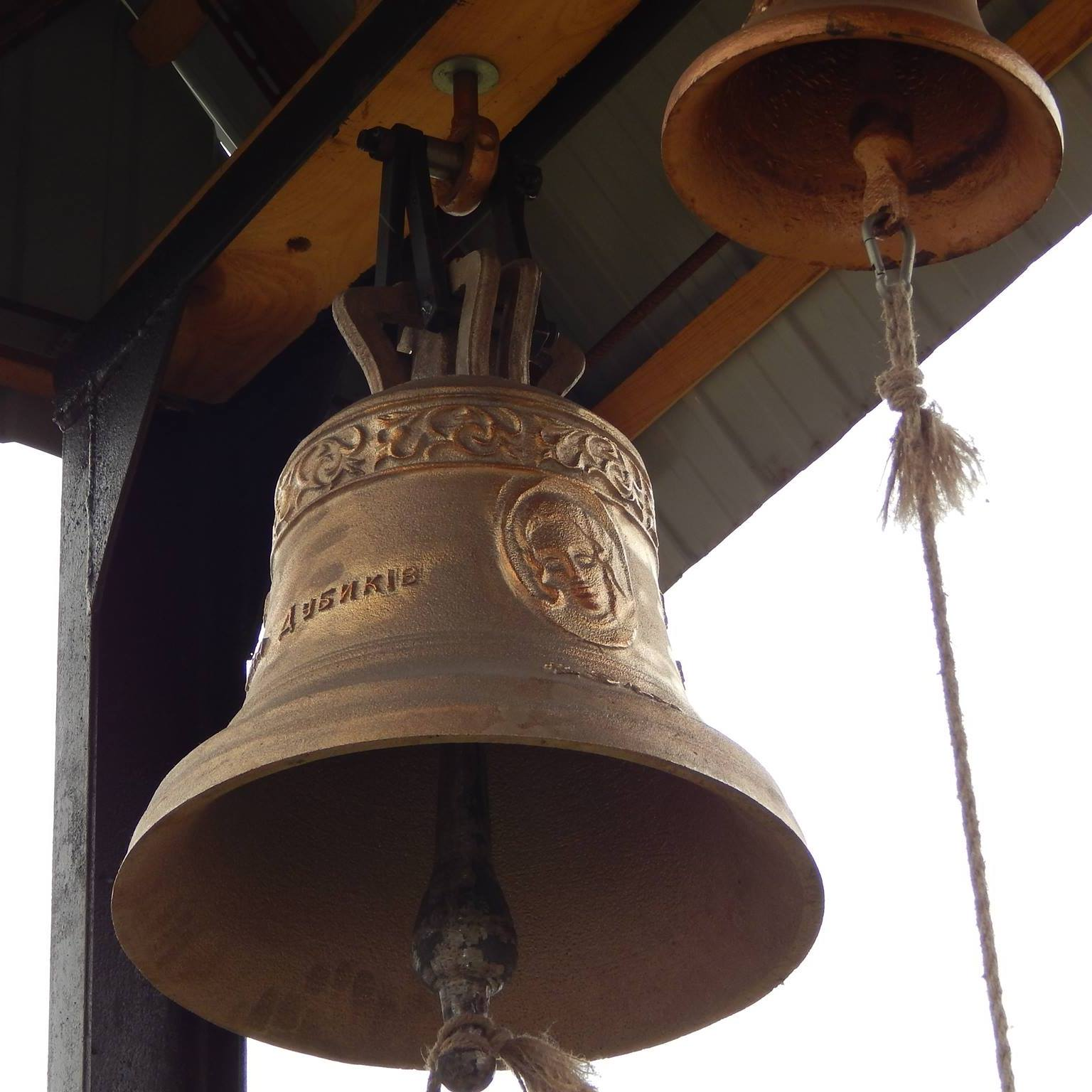
Дзвони
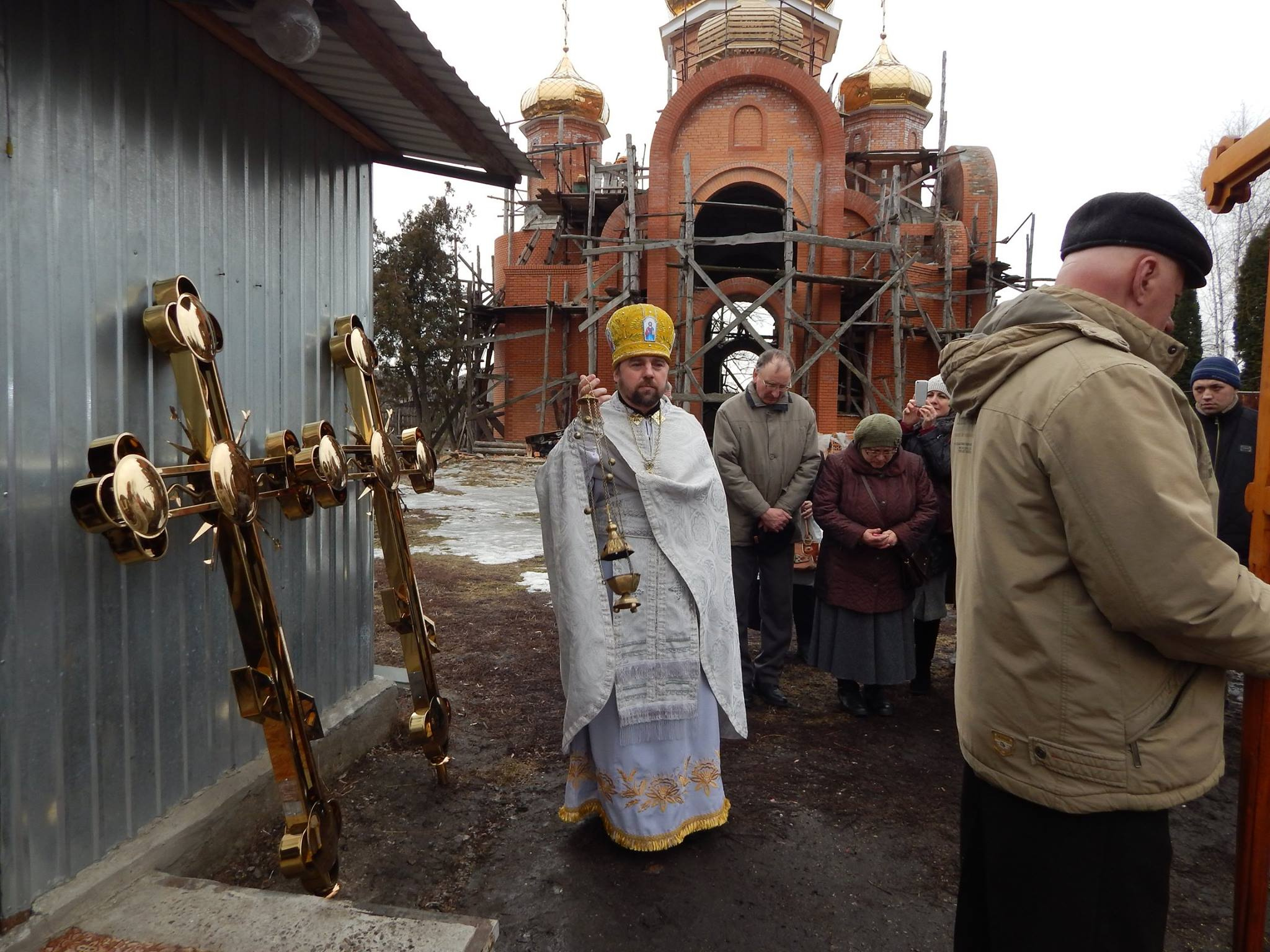
Освячення накупольних хрестів
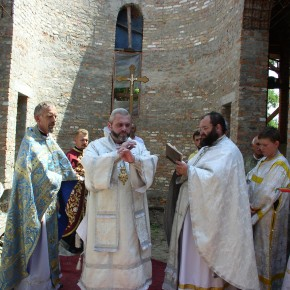
7 липня 2012 року у стінах майбутнього храму богослужіння очолив єпископ Іларіон

## Віртуальна екскурсія
- Ценральна частина [Архівовано 17 квітня 2021 у Wayback Machine.]
- Церковне подвір'я
- Вулиця Соборна [Архівовано 19 квітня 2021 у Wayback Machine.]
- Біля хреста
- Хори [Архівовано 19 квітня 2021 у Wayback Machine.]
- Куполи [Архівовано 2 жовтня 2021 у Wayback Machine.]
- Фасад [Архівовано 2 жовтня 2021 у Wayback Machine.]
- З висоти [Архівовано 2 жовтня 2021 у Wayback Machine.]